# حرائق غابات كاليفورنيا (أكتوبر 2007)
تُعرف حرائق غابات كاليفورنيا في عام 2007 أيضا بالعاصفة النارية، وتتكون من 30 حريق و17 منها تعتبر حرائق رئيسة والتي بدأت بالاشتعال في جنوب كالفورنيا في العشرين من أكتوبر. دمرت الحرائق على أقل تقدير 1500 منزل وما يقارب 972,147 فدان (أي 3,934 كيلو متر أو 1,520 ميل) من الأراضي بدايةً من دولة سانتا باربرا إلى الحدود الأمريكية المكسيكية، متجاوزة بذلك نطاق حرائق كالفورنيا لعام 2003 والتي قٌدرت بأنها امتدت لحرق 800.00 فدان (3.200 كيلو متر). قتلت الحرائق 14 شخصاً ومنهم تسعة أشخاص ماتوا فورًا، 160 شخص جُرحوا ومنهم على أقل تقدير 124 رجل إطفاء. تظهر الحرائق المجتاحة من على بعد وخصوصًا من الفضاء. ملت هذه الحرائق الغالبية العظمى من أكبر وأخطر حرائق الغابات في كالفورنيا 2007, الحريق الوحيد في عام 2007 الذي تجاوز حرائق كالفورنيا في الحجم في أكتوبر 2007 هو حرائق زاكا.

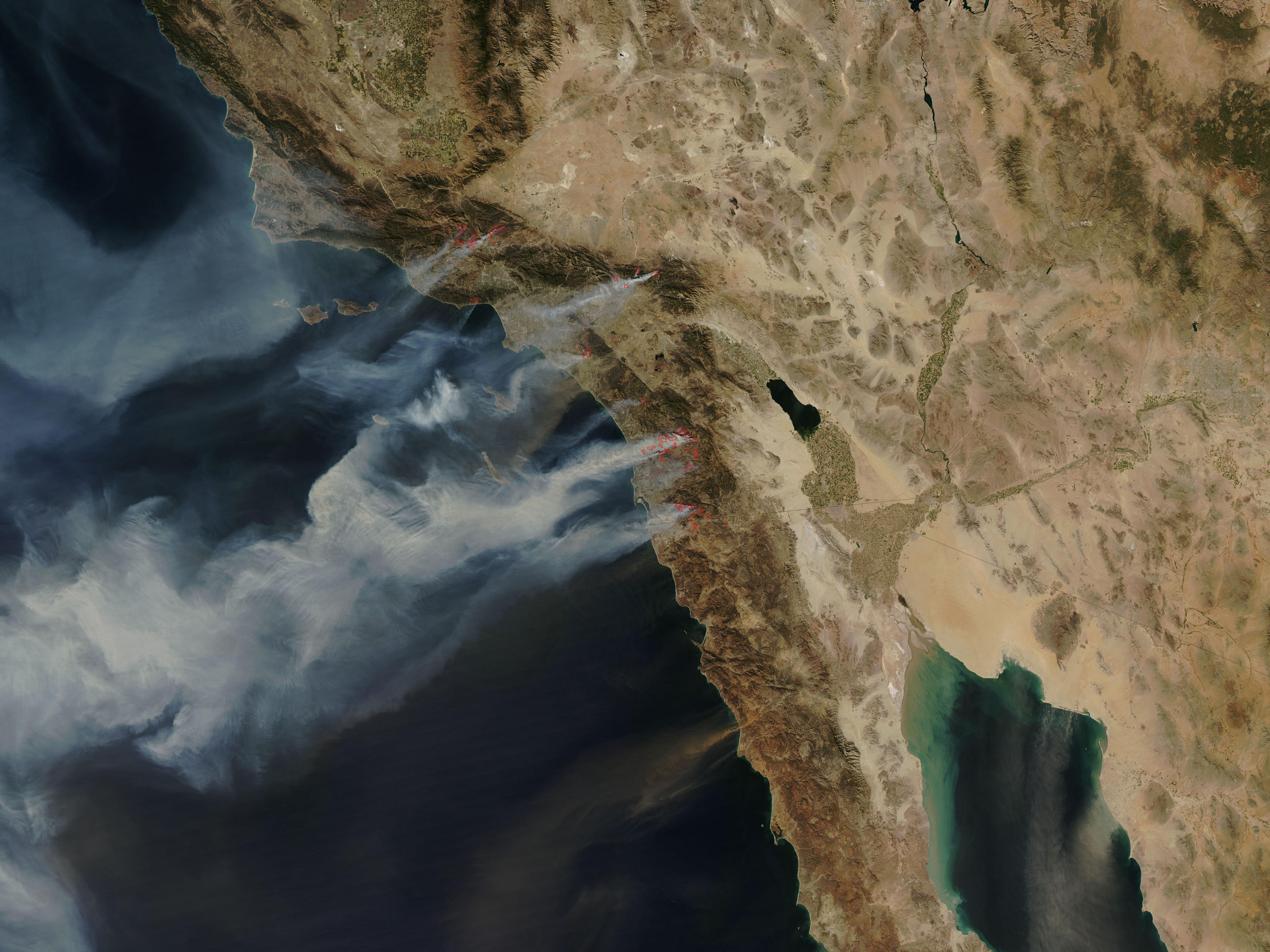
صورة من الأقمار الصناعية لناسا (التي قدمتها منظمة الفضاء التايوانية) في الثاني والعشرون من أكتوبر 2007 حيث تبين مناطق الحريق النشطة وأعمدة الدخان

أعلن حاكم كالفورنيا أرنولد شوارزنيجر حالة طوارئ في سبع من مقاطعات كالفورنيا التي اشتعلت فيها النيران. تعاون الرئيس بوش وطلب المساعدات الفيدرالية للولاية والجهود المحلية. عمل أكثر من 6000 رجل إطفاء لإخماد النيران وقد عاونتهم وحدات القوات المسلحة الأمريكية، والحرس الوطني للولايات المتحدة، وما يقارب 3000 سجين متهم بجرائم غير عنيفه، و60 رجل إطفاء من مدن المكسيك تيخوانا وتياكتي. أجبرت هذه الحرائق ما يقارب مليون شخص لأخلاء منازلهم حيث أصبح هذا الأخلاء أكبر إخلاء في تاريخ كاليفورنيا. العوامل المساعدة الرئيسة لحالات الحرائق المهولة في جنوب كالفورنيا هي الجفاف، والجو لحار، والرياح القوية وغير الطبيعية في سناتا انا، والرياح التي تصل إلى 85 ميل في الساعة (140 كيلو متر في الساعة).أصبح موسم الحرائق في كالفورنيا الذي يبدأ عادةً من جون إلى أكتوبر تهديداً سنوياً نسبةً إلى العوامل المتحدة وهي الجفاف الدائم وارتفاع عدد المنازل المبنية في الأخاديد والتلال المحاطة بالغابات. أسباب هذه الحرائق عدة ومنها حدوث خلل في خط الكهرباء بسبب الرياح العاتية، وبدأت أخرى حين انقلبت إحدى الشاحنات، وأخرى حدثت عن عمد حيث أن المشتبه به اطلقت عليه النيران وقتلته سلطات الولاية، وأخرى حين أعترف طفل ذو عشرة أعوام بأنه بدأ نار بكوييد من غير عمد حين كان يلعب بالكبريت، أما المسببات الأخرى للنيران لا زالت تحت التحقيق. أخر حريق حدث هو حريق بوماتشا والذي أطفئ بالكامل في نوفمبر 13 عام 2007 بعد 24 يوماً من بدء سلسلة اشعال الحرائق. قُدرت الخسائر لحرائق أكتوبر 2007 في كالفورنيا بأكثر من ملياري دولار للملكيات المؤمنة.

## المقاطعات
مقاطعة سان دييغو

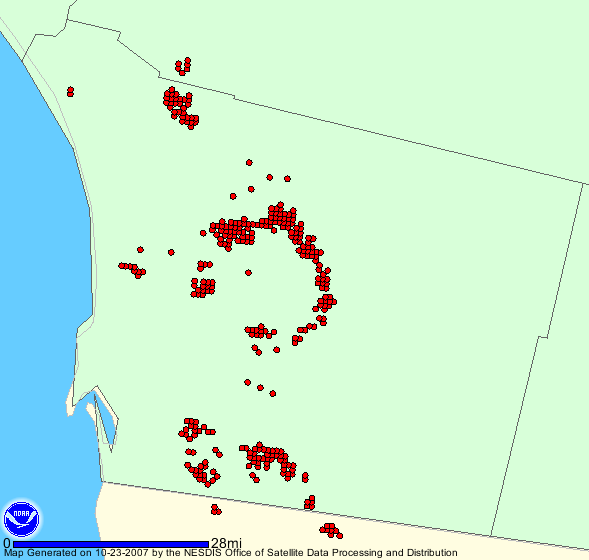
منطقة الإدارة الوطنية للمحيطات والغلاف الجوي في مقاطعة سان دييجو

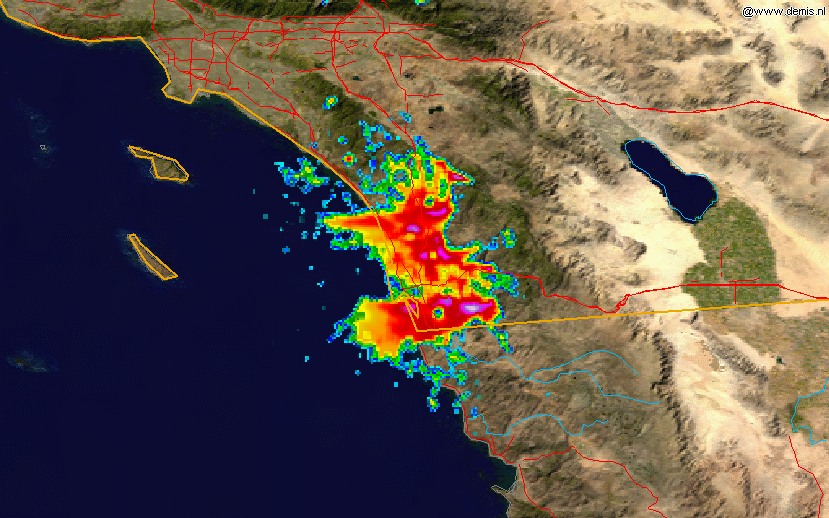
صورة من رادار الطقس للنيران في أكتوبر 23

تمركز أكبر حريقان للغابات من بين جميع الحرائق في مقاطعة سان دييغو. أول حريق وهو (ذا وتش كريك)، باعتباره أنه حرق المناطق الشمالية والشمالية الغربية في محافظة سان دييجو، وأما الحريق الآخر هو (ذا هاريس فاير)، باعتباره أنه حرق الشمال الغربي للحدود الأمريكية المكسيكية منطلقًا إلى سان دييجو. يرهب لمسؤولون من أن الحرائق قد تصبح مدمرة أكثر من حريق كادير عام 2003 والذي حرق 280,278 فدان (1,134.2 كيلو متر)، ودمر 2,820 مبنى من ضمنها 2,232 منزل، وقتل 15 شخص من ضمنهم رجل إطفاء قبل السيطرة عليها في نوفمبر 3 عام 2003. إذا أخذنا هذه الحرائق متفرقة فأنها لن تتجاوز حريق كادير ولكن إذا جُمعت على أنها حريق واحد ربما ستتجاوزه. يخضع السكان إلى الأخلاء الإلزامي والتطوعي حسب مسار النيران المتوقعة. أُنذر مئات الالاف من السكان بالإخلاء عن طريق اتصال مبرمج من 911، رغم أن هذه النظام أثبت فعاليته ألا أن الكثير من سكان رانشو برناردو تلقوا هذه المكالمات بعد خروجهم من منازلهم، ولكن في الكفة الأخرى اخلى رسميًا وادي كارمل الجزء الشمالي فقط وحدث خلل في الكمبيوتر وأرسل مكالمة الطوارئ المبرمجة إلى الجزء الجنوبي أيضًا. أشعر ضباط إنفاذ القانون السكان أيضًا عن طريق تجولهم في المناطق المراد إخلائها. صرح مأمور مقاطعة سان دييجو بيل كلويندر بأن عدد السكان الذين أخلو سان دييجو تجاوز عدد الإخلاء في مدينة نيو أورلينز في لويزيانا خلال إعصار كاترينا. بعد يومان من الحريق كان هناك ما يقارب 500,00 شخص كانوا يعيشون في 346,000 بيت على الأقل  أمروا بالإخلاء الإلزامي، وأصبح هذا الإخلاء أكبر إخلاء في تاريخ المنطقة. تضم مواقع الإخلاء كل من ملعب كوالكوم، والمدارس، ومركز المدينة، والكنائس في المنطقة حيث تولى الصليب الأحمر الأمريكي إدارة مواقع الإخلاء. قدر المسؤولون أن هناك 12,000 شخص تجمعوا في ملعب كوالكوم. قَدَمَ لهم المتطوعون الاكل، والبطانيات، والماء، وخدمات الأنترنت، والعاب الأطفال، والمساج اخيرًا عرض مباشر لفرقة الروك لمن هم متواجدون في الملعب. أُغلقت تقريبًا جميع المدارس والجامعات في سان دييجو، وتوقفت أغلب الأعمال أيضا للتأكد بأن الطرق خالية لمركبات الطوارئ. طلب المأمور جيري سانديرس السكان بالبقاء في منازلهم. رُفع طلب الإخلاء في أكتوبر 23 مما سمح لما يقارب 50,000 ساكن من ديل مار شولا فيزتا، وباواي، وحي ديل مار هيتس في سان دييجو، وسكرابس رانش للرجوع إلى منازلهم. رفُع طلب الإخلاء أيضًا من مناطق في رانشو بيرناردو ومناطق أخرى في الغرب في أكتوبر 24, وعلى الرغم من ذلك الأ أن النيران ما زالت مستمرة والضرر كان كبير. حرقت النيران الرئيسة الأربع ي مقاطعة سان دييجو أكثر من 368,000 فدان (1,490 كيلو متر) ودمرت 1,350 منزل، و 100 عمل منذ أكتوبر 21 عام 2007. أُغلقت الكثير من الطرق رئيسة نتيجةً للنيران والدخان. أغلقت دورية الطرق السريعة بكاليفورنيا في أكتوبر 22 الطريق السريع 15 بكلا اتجاهاته بين طريق السريع 78 و56. أجبرت نيران امو إلى أغلاق الطريق السريع 5 وأيضًا خدمات مسار سكك حديد لنقل الثقيل بين أوسيانسيدي وسان كليمينتي. حُولت حركة المرور للطريق السريع 5 إلى الطريق السريع 15 والذي قد فُتح. قال المسؤولون في منتزه سان دييجو للحيوانات البرية بأن أكثر من 3,500 حيوان في مأمن ببقائهم في حظائرهم المسيجة حيث أنهم أيضًا محميون من نظام المنتزه للنيران ومناطق الري وفي حال ساءت أحوال الطقس يمكن إرجاع الحيوانات للبحيرة، ولكن الحيوانات المهددة بالانقراض مثل كندور كالفورنيا نُقل إلى مستشفى الطب البيطري للمنتزه الذي يتميز بأنه مقاوم للنيران ومجهز بطفايات الحريق. قال المتحدث الرسمي بأسم المنتزه يادرا قلاندو بأن الحيوانات كانت على دراية ولكن لم تظهر أي سلوك مغاير.
قدم قسم كالفورنيا للغابات والحماية من النيران ووسائل الأعلام الإخبارية المستقلة هذا البيانات. ما يظهر أدناه هو الحرائق التي حدثت في مقاطعة سان دييجو في نوفمبر 2007:

## حريق واتش كريك

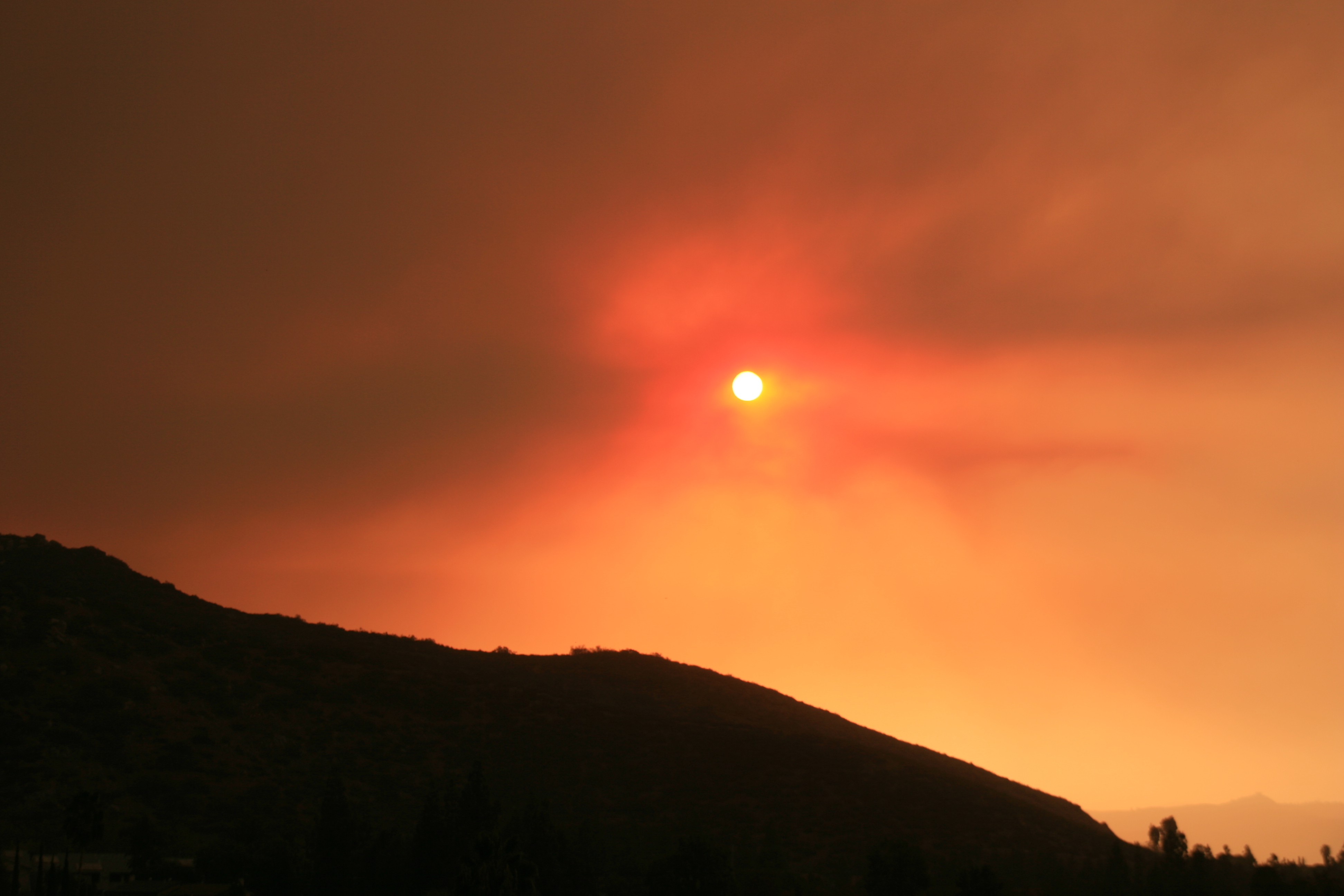
الدخان يتصاعد إلى السماء في وقت الشروق في أكتوبر 22 عام 2007

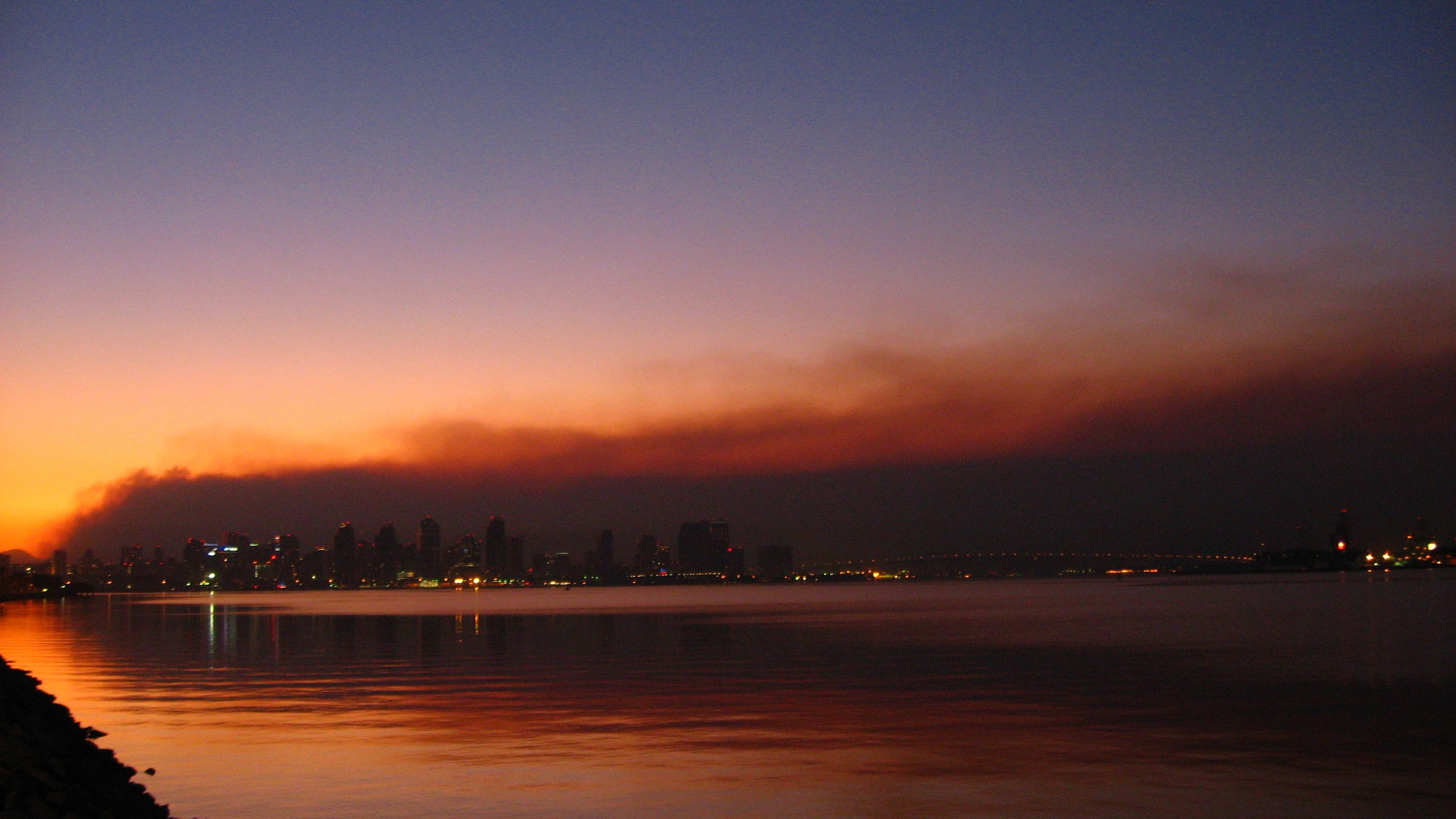
أفق سان دييجو ممتزجة بالدخان في وقت الشروق في أكتوبر 23 عام 2007

نيران ذا وتش كريك كانت من أضخم النيران في أكتوبر 2007 حيث تجاوزت نيران لاقنا عام 1970 والتي صنفت على أنها ثالث أكبر حريق في تاريخ كالفورنيا. أُبلغ مئات الألاف من السكان بالإخلاء عن طريق نظام مكالمة الطوارئ 911, وقد كان هذا الإخلاء بعد أربع سنوات من نيران كادر عام 2003. بدأت نيران ذا وتش كريك في وادٍ ضيق قرب سانتا ياسبل ومن ثم انتشرت لتصل إلى مقاطعات سان دييجو، ورومانيا، ورانشو برنادو، وبوواي، وإسكونديدو. أبلغ السكان المحليين في وادي سان باسكوال بأن سرعة الرياح بلغت أعلى من مئة ميل في الساعة (160 كيلو متر في الساعة) ومن هناك تقدمت النيران لتصل إلى الطريق السريع 15 وأكملت إلى الغرب مسببة أضرار فادحة في بحيرة هودجز، وديل دايوس، ورانشو سانتا في. دفعت رياح سانتا أنا العاتية النيران إلى الغرب لجهة الساحل. صرح عمدة مقاطعة سان دييجو وليام كولندر بأن نيران ذا ويتش كريك أخطر من نيران كادر عام 2003. أخليت الكثير من المناطق الساحلية بسبب أن النيران تتجه نحو الغرب لا أن الرياح المتقلبة منعتها من أن تصبح خطر مباشر على هذه المناطق. أفاد المسؤولون خلال فترة نيران ذا وتش كريك بأن ألسنة اللهب بلغت من ثامنين إلى مئة قدم في حرائق الغابات. طُلب من السكان الساكنين بين الطريق السريع ديل داوس وطريق الولاية 56 بالإخلاء في صباح الثاني والعشرون من أكتوبر الساعة 5:22 بتوقيت المحيط الهادئ، وفي الثاني والعشرون من أكتوبر الساعة التاسعة والنصف بتوقيت المحيط الهادئ نشر موقع مدينة ديل مار:«ننصح سكان مدينة ديل مار بالإخلاء لسلامتكم.», وطُلب الإخلاء أيضًا لسكان حي سكربس رانش وتحديدًا كل المواقع الجنوبية، جنوب سكربس باواي باركواي، وشمال ميرامار، وشرق الطريق السريع 15, وغرب الطريق السريع 67. أُخلي ميسا قراندي الهندي بسبب نيران ذا وتش بينما نُصح سكان بارنويا الهندي للإخلاء أيضًا، وبالرغم من ذلك الأ أن هذا الأخلاء لم يكن إلزامياً. أغلقت حجوزات الكازينو للتحفظ. اندلعت النيران بالقرب من وايلد كات إلى جنوب بارانويا فيما يقارب الساعة الواحدة من أكتوبر (الساعة السادسة مساءً الثاني والعشرون من أكتوبر) حيث الكثير من المنازل دُمرت وخُسرت أرواح في نيران سيدر. طُلب من سكان وادي وايلد كات وميوث بأن يخلوا المنطقة وقد أغلقت الطرق، وفي خلال الظهيرة في الثالث والعشرون من أكتوبر رفع طلب الإخلاء من عدة مناطق منها ديل ريس، وشولا فيستا، وباواي، ومرتفعات ديل مار، وسكرابس رانش، طُلب إخلاء منطقة جولان في كالفورنيا في الساعة 9:50 أكتوبر 23 عام 2007 بسبب الحرائق ولم يكن هناك أي طاقة ولا خدمة هواتف تعمل في المدينة.  تضمنت مواقع الإخلاء في مقاطعة سان دييغو استاد كوالكوم، مدرسة إسكونديدو الثانوية، ومدرسة ميشن هيلز الثانوية، ومدرسة بواي الثانوية، ومدرسة ميرا ميسا الثانوية، وأرض ديل مار.. أُغلقت العديد من الطرق الرئيسة بسبب النيران والدخان حيث أن في تاريخ 22 من أكتوبر أغلقت دورية الطرق السريعة بكاليفورنيا الطريق السريع 15 بكلا اتجاهاته حيث يقع بين طريق الولاية 78 و 56 وفي أكتوبر 24 عام 2007 أجبرت نيران المو بإغلاق الطريق السريع 5 وخدمة مسار سكك الحديد للنقل الثقيل بين أوسيانسيدي وسان كليمينتي. حُول مسار الطريق السريع 5 إلى الطريق السريع 15 والذي قد أُعيد فتحته وعُين 1841 رجل إطفاء. رُفع طلب الإخلاء من رانشو بيرناردو، ورانشو بينسكيتوز، وفور اس رانش، ومناطق آخرى غرب رانشو بيرناردو في يوم الأربعاء الرابع والعشرون من أكتوبر عام 2007 بعد إطفاء الجزء الغربي من نيران ذا ويتش كريك وعلى الرغم من ذلك لا زال طلب الإخلاء في المناطق الشرقية والشمالية من رانشو بيرناردو وحول بحيرة هودج باقٍ. رُفع طلب الإخلاء أيضًا من مناطق في رانشو بيرناردو حيث أن نيران ذا ويتش كريك سُيطر عليها بنسبة 45% في أكتوبر الخامس والعشرين.  وفي أواخر الرابع والعشرون من أكتوبر بعد أن عكست الرياح اتجاهها بدأت نيران ذا ويتش بالاقتراب من نيران بوماتشا للشمال والتي تشتعل بالقرب من جبال بالومار حيث أعرب المسؤولون ورجال الإطفاء عن خوفهم بأن هذه النيران قد تندمج قريبًا. اندمجت نيران ذا ويتش وبوماتشا وأصبحت نيران واحدة ضخمة متمركزة في جبال بالومار جنوبًا في أكتوبر الخامس والعشرون. اندمجت نيران ذا ويتش مع نيران مسكوي والتي أحرقت سابقًا 400 فدان في تلال بان شرق مقاطعة سان دييجو في أكتوبر 26.

## حريق هاريس

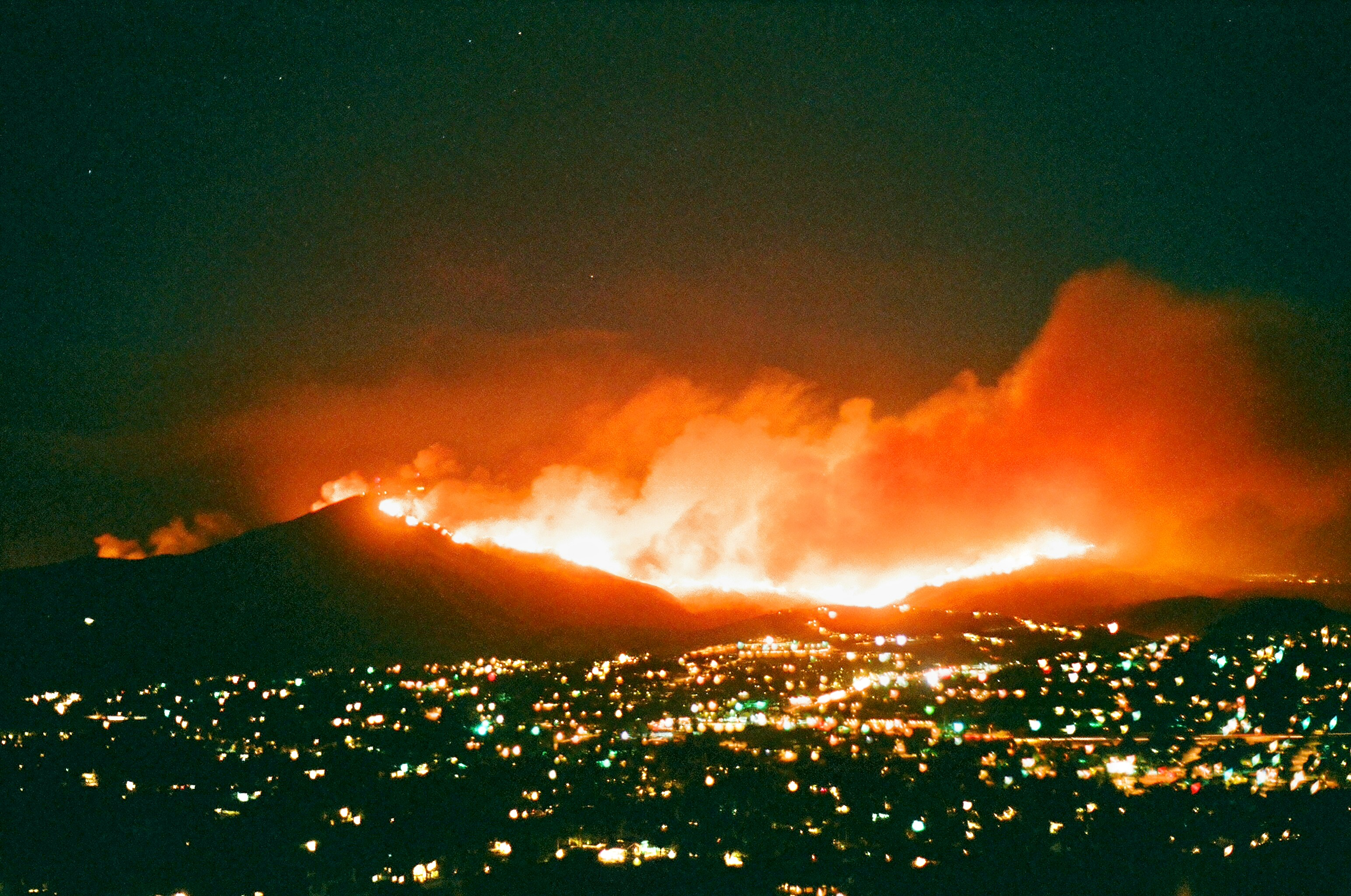
نيران هاريس تشتعل فوق جبال سان مقاويل في صباح أكتوبر الثالث والعشرون عام 2007

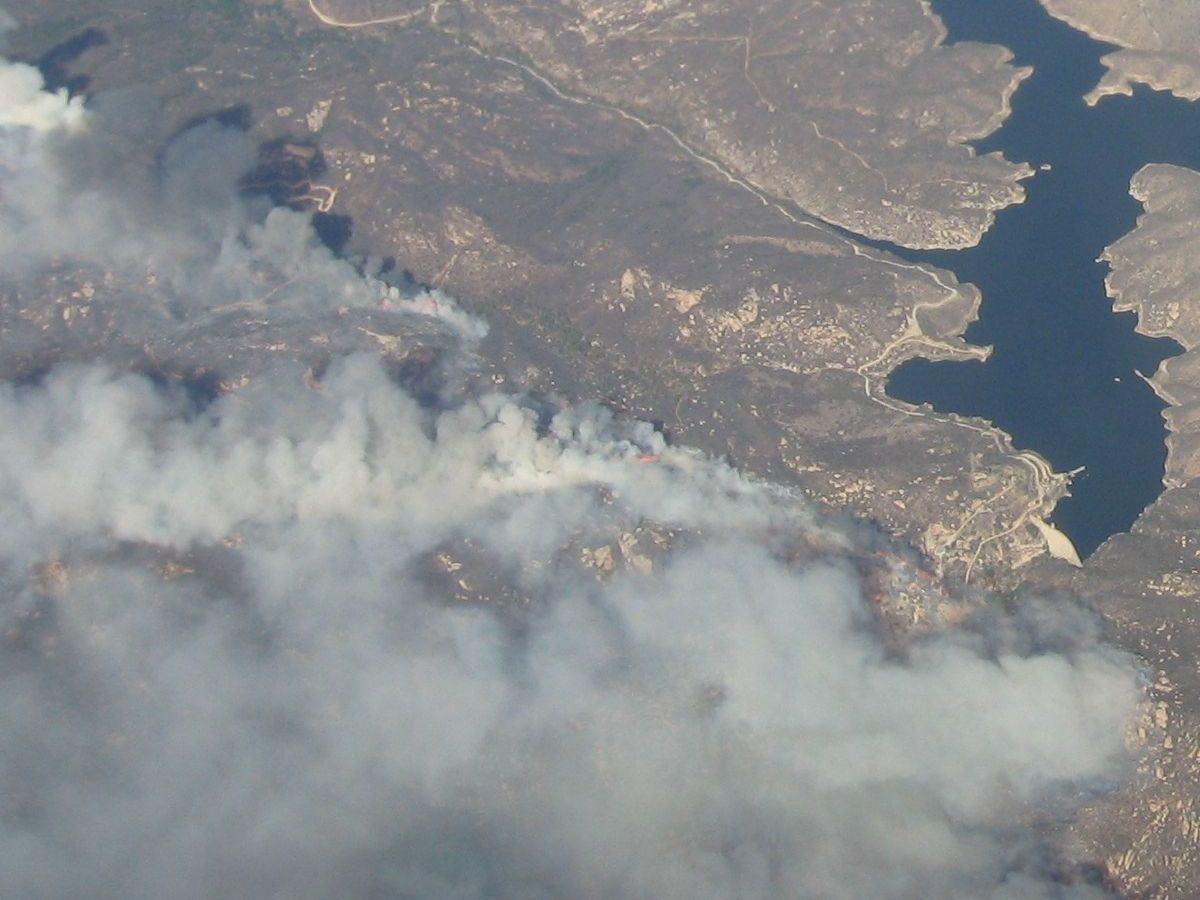
رؤية جوية لنيران هاريس في الثالث والعشرون من أكتوبر عام 2007

اتجهت نيران ذا هاريس بالاتجاه الشمالي الغربي من نقطة بدايته في طريق رانش هاريس في مدينة بوتريو أقصى الجنوب في مقاطعة سان دييجو بعد عدة أميال بالاتجاه الشمالي من تيكاتي، المكسيك. أقتربت نيران في أكتوبر الثالث والعشرون من شرق شويلا فيزتا حيث هناك العديد من الجماعات أُخليت ومكان التجمع كان بالقرب من المدرسة الثانوية والمركز الاجتماعي. توفي توماس جيميس شارشوك البالغ من العمر 54 من بوتريرو في ملكيته خلال نيران ذا هاريس يوم الأحد وقد عانى ابنه المراهق من إصابات بالحروق مع أربعة من رجال الإطفاء من قسم كالفورنيا للغابات والحماية حيث حاولوا إنقاذهم. قد تسببت النيران أيضًا بموت أربعة من العمالة المهاجرة بالقرب من الحدود الأمريكية والمكسيكية. قُدر عدد رجال الإطفاء المشاركين في محاربة النيران ب 1210. حرقت نيران ذا هاريس الشمال المكسيكي بالقرب من مدينة تاكيتي 

## حرائق أخرى
حرائق مشاة البحرية قاعدة كامب بندلتون:
بدأ ويلكوكس فاير في سانتا مارغريتا / 33 منطقة خلف معسكر مشاة البحرية الجوية في بندلتون. تقع ذخيرة النار بالقرب من منطقة لاس بولجاس / 43 وطريق باسيلوني. دمر حريق هورنو 21,084 فدانًا (85 كم 2)، ويقع في طريق بازيلون وطريق كانيون / لاس فلوريس / 41.
حريق بوماشا (أو حريق جبل بالومار) بدأ في محمية لا جولا الهندية، ثم تمركز على جبل بالومار ثم اندمج مع حريق ذا ويتش في 25 أكتوبر، ودخل في أغوا تيبيا ويلدرنس. استمر في الاشتعال حتى بعد إخماد جميع حرائق أكتوبر 2007 الأخرى بسبب التضاريس الحادة، قبل أن تصل أخيرًا إلى الاحتواء الكامل في 13 نوفمبر 2007.
بدأ حريق رايس كانيون في الصباح الباكر من يوم 22 أكتوبر في كانيون رايس بالقرب من فالبروك. تسبب في إجلاء جماعي وإغلاق الطريق السريع 15 حيث كان سبب حريق رايس كانيون هو انقطاع خطوط الكهرباء.
بدأ حريق كورونادو هيلز بالقرب من سان ماركوس، واحترق جنوب كال سان ماركوس.  ذكرت صحيفة سان دييجو يونيون تريبيون في 23 أكتوبرعن حادثة إل كابيتان: "قال مسؤولو الحريق بأن الحريق أُبرم اليوم حوالي الساعة 9:30 مساءً حول خزان إل كابيتان شمال جبال الألب، وقال مسؤولون بأن الحرائق كلفتنا الغطاء النباتي بالقرب من الخزان ونفاد الوقود.
بدأ مكوي فاير في 21 أكتوبر، في غابة كليفلاند الوطنية بالقرب من تقاطع طريقي إيجل بيك وبولدر كريك غرب حديقة رانشو كوياماكا الحكومية وقد أحرق 400 فدان (1.6 كم 2) ودمر مبنى واحد على الأقل في تلال الصنوبر. وعلى الرغم من أن مكوي فاير تم احتواؤه ي 23 أكتوبر، إلا أن مكوي فاير اندمجت في نهاية المطاف مع ويتش كريك فاير في 26 أكتوبر قبل وقت قصير من السيطرة الكاملة على الحريق الأصغر.

## مقاطعة لوس أنجلوس وفنتورا
اشتعلت الكثير من الحرائق في مقاطعتي لوس أنجلوس وفنتورا.
اشتعل حريق بوكويد في شمال سانتا كلاريتا في أغوا دولسي ومجتمع كانيون كونتري، مما تسبب في عمليات إجلاء كثيرة وكانت هذه النار نتيجة للعب طفل بالكبريت.
اشتعل حريق كانيون حول ماليبو في كاليفورنيا وتحديداً في ماليبو كانيون. كانت أول حرائق كاليفورنيا في أكتوبر 2007 تتلقى اهتمامًا كبيرًا من وسائل الإعلام الوطنية. دمر الحريق اثنين من معالم ماليبو: قلعة كاشان والكنيسة المشيخية بالإضافة إلى إتلاف أو تدمير 14 منزلاً.
بدأ حريق ذا ماجك بالقرب من الطريق القديم في ماجك ماونتن بارك اواي، على بعد نصف ميل من منتزه Six Flags Magic Mountain الترفيهي على الجانب الغربي من سانتا كلارتا. جاءت ألسنة اللهب على بعد أمتار قليلة من مدرسة ويست رانش الثانوية والتنمية السكنية الكبيرة في مزرعة ستيفنسون ولكن قد أُبعدت يُعتقد أن الحريق نجم عن غير قصد من عمال اللحام في موقع البناء.
بدأ حريق ميدورج بالقرب من الطريق السريع 14 وطريق سان فرناندو في سانتا كلاريتا. أحرق حريق أكتوبر منطقة صغيرة في سانتا كلاريتا، ودمر عدة منازل في متنزه كانيون بريز موبايل هوم.
دمر حريق ذا رانش (أو حريق Castaic Fire) امتداد خط مقاطعة لوس أنجلوس وفينتورا على بعد حوالي 5 أميال (8.0 كم) شمال سانتا كلاريتا في غابات لوس أنجلوس ولوس بادريس الوطنية حيث حاصر مجتمع مقاطعة فينتورا ببيرو وهددت أيضًا مجتمعات فيلمور وفنتورا وأوجاي ويوجد حوالي 500 مسكن في طريق الحريق وقد وصوا بعمليات الإخلاء في جميع مناطق بيرو وأجزاء من فيلمور ونفذ مسؤولو الغابات الوطنية في لوس أنجلوس عملية إغلاق كلي للغابات في 23 أكتوبر.
أحرقت نيران نايت سكاي منطقة صغيرة جنوب مور بارك في مقاطعة فينتورا.
تظهر صورتان متصلتان بالأقمار الصناعية لناسا من 21 أكتوبر 2007 مدى سرعة انتشار الحرائق. التقطت الصورة الصحيحة بعد 3 ساعات و15 دقيقة من الصورة اليسرى. وُفرت بيانات الحريق من CAL FIRE ووسائل الإعلام المستقلة اعتبارًا من أكتوبر 2007.

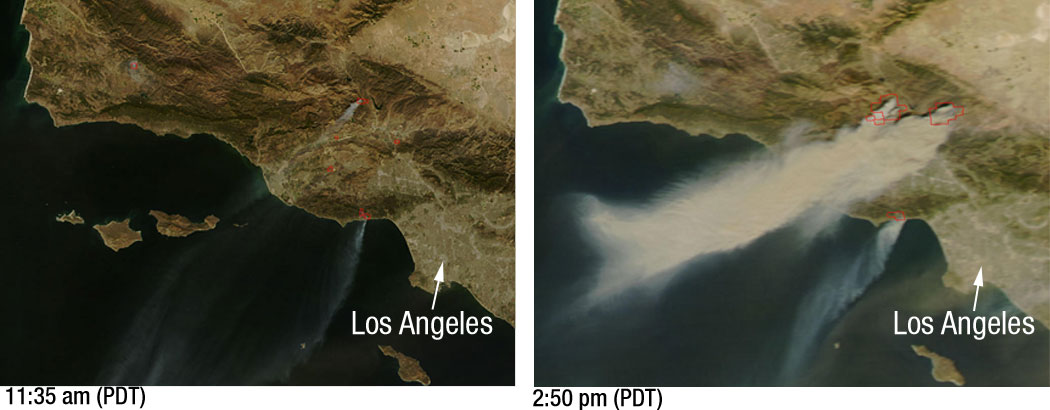

## مقاطعة أورانج
المقال الرئيسي: نيران سانتياغو
بدأت النار في سانتياغو قبل وقت قصير من الساعة 5:55 في 21 أكتوبر 2007 في سفوح التلال إلى الشمال من إيرفين وشرق مدينة أورانج في مقاطعة أورانج. وبحسب ما ورد اندلع الحريق في موقعين منفصلين (على طول طريق سانتياغو كانيون، غرب طريق سيلفرادو كانيون)؛ وقد عزا مسؤولو الإطفاء مصدر الحريق إلى الحرق العمد وقد زار الحاكم أرنولد شوارزنيجر في 24 أكتوبر 2007 مركز الإخلاء في مدرسة إل تورو الثانوية. أُغلقت المدارس والمناطق في جميع أنحاء مقاطعة أورانج يوم الجمعة 26 أكتوبر 2007 بسبب الدخان ونوعية الهواء السيئة ثم قُدمت مكافأة قدرها 250000 دولار أمريكي للحصول على معلومات تؤدي إلى إلقاء القبض على مشعل النار. دُمر 14 منزلا و24 مبنى خارجي وتضررت ثمانية منازل وثلاثة مباني خارجية وأصيب 16 من رجال الإطفاء. أحرق الحريق في المجمل 28,445 فدانًا (115.1 كم 2).

## مقاطعة سان بيرناردينو
مقدم البيانات الحالية عن الحرائق من CAL FIRE ووسائل الإعلام المستقلة اعتبارًا من 30 أكتوبر.
اشتعل حريق سلايد أو قرين فالي لايك بالقرب من بحيرة قرين فالي شرق بحيرة أروهيد حيث أُخليت مناطق بحيرة الوادي الأخضر وأروبير ورن سبرينغز وعُين 1359 من رجال الإطفاء لإخماد النار وقُدرت التكلفة ب 1.2 مليون دولار. فقد فُقد ضغط المياه في النظم المحلية وكانت الظروف قاسية للغاية بالنسبة لرجال الإطفاء لمواصلة الجهود في بعض المناطق. أحرق الحريق جزئياً «معسكر هيلينداد»، المملوك للمجلس المحلي لفتيان الكشافة في الولايات المتحدة، ومجلس ولاية كاليفورنيا للإمبراطورية الداخلية. أعطيت هيلينداد في الأصل إلى المجلس في عام 1960 لتحل محل معسكر آخر تم حرقه. يقع غراس فالي فاير شمال بحيرة أروهيد. أجبرت حرائق ديفوري وقلين هيلين (أو Cajon Fire) مجتمعتان إغلاق الطريق السريع 15 في ممر كاجون وقد بدأت إحدى الحرائق بشاحنة انقلبت. هدد حريق ليتل ماونتن العديد من المنازل وغيرها من المباني بالقرب من كال ستيت سان بيرناردينو قبل احتوائها بسبب الآثار التراكمية لحرائق المنطقة أغلقت الجامعة للأسبوع 23 أكتوبر.

## مقاطعة سانتا باربرا
كان حريق سدقويك في أقصى الشمال من حرائق كاليفورنيا في أكتوبر 2007. أشتعل حوالي الساعة 6:00 صباحًا بتوقيت المحيط الهادئ في 21 أكتوبر 2007 بسبب خط كهرباء قد قُطع. أحرق الحريق ما مجموعه 710 فدان (2.9 كم 2) بالقرب من لوس أوليفوس. تأثر ما يقارب 2000 شخص وتهديد 800 منزل قبل احتواء الحريق تمامًا حوالي الساعة 5:00 مساء في 22 أكتوبر.

## مقاطعة ريفرسايد
أُبلغ عن حريق روكا حوالي الساعة 3:52 مساءً. في 21 أكتوبر في أغوانجا. دُمر منزل واحد وأُبلغ عن إصابة واحدة. أُحتوي على الحريق تمامًا في 22 أكتوبر بعد حرق 270 فدان (1.1 كم 2).
بدأت النار في روزا فاير وهي عبارة عن ثلاثة حرائق متجمعة في منطقة طريق سانتا روزا / رانشو كاليفورنيا في تيميكولا الغربية في 22 أكتوبر. كانت محتواه بنسبة 100 ٪ بحلول 24 أكتوبر، بعد حرق 411 فدانا (1.7 كم 2)ويشتبه المحققون بأنه كان إحراق متعمد. بدأ حريق وايلدمار حوالي الساعة 12:30 يوم 24 أكتوبر في وايلدمار وأُحتوي على الحريق تمامًا في نفس اليوم بعد حرق 20 فدانا (0.1 كم 2).

## باجا كاليفورنيا
أبرمت أيضًا هذه الحرائق في الأجزاء الشمالية من ولاية باجا كاليفورنيا المكسيكية وحريق هاريس أشتعل بالقرب من تيكاتي،  واشتعلت النيران بالقرب من تيخوانا، أكثر من خمسة عشر ألف هكتار دمرتها الحرائق في ولاية باجا كاليفورنيا وكانت تيجوانا وتيكيت وإنسينادا هي البلديات الأكثر تضرراً من الحريق وفي المجموع كان هناك سبعة حرائق ناجمة عن رياح سانتا آنا حيث كانت مجتمع ماندريدو في مرتفعات إنسينادا هو الأكثر تضرراً.

## الرياح والطقس
صورة QuikSCAT من عام 2002 توضح سرعة رياح سانتا آنا (م / ث)
وقعت الحرائق في نهاية صيف جاف وقد تفاقمت بسبب رياح سانتا آنا الموسمية، التي كانت تهب بقوة عالية بشكل غير اعتيادي في ذلك الوقت. ذكرت سان دييغو يونيون تريبيون، «رياح سانتا آنا تصل إلى 60 ميل في الساعة (97 كم / ساعة) مع درجات حرارة في التسعينات لتخلق حرائق ممكنة في أسوأ الظروف.» في وقت من الأوقات هددت رياح ملتفة بجلب الحرائق على المناطق الحضرية المكتظة بالسكان وفي ذروة رياح سانتا أنا في 22 أكتوبر ووصلت الرياح بسرعة ثابتة تبلغ 90 ميل في الساعة (140 كم / ساعة)، مع رياح عاتية تصل إلى 112 ميل في الساعة (180 كم / ساعة). وكان جنوب كاليفورنيا في خضم موجة جفاف غير عادية؛ في لوس أنجلوس، كاليفورنيا، مع 3.21 فقط في (82 ملم) من هطول الأمطار في 2006-2007، وكان هذا العام هو الأكثر جفافا. أدى مزيج الرياح والحرارة والجفاف إلى تحويل الشبارال إلى وقود نار. اعتقد المسؤولون أن بعض الحرائق تولد رياحها الخاصة، على غرار عاصفة أوكلاند عام 1991. كانت آثار الدخان بمثابة برينتوود في كاليفورنيا في إيست باي، بالقرب من ستوكتون)، حيث أثرت على الطقس المحلي. كما أن رياح سانتا آنا عالية السرعة جعلت استخدام المياه المتساقطة من طائرات مكافحة الحرائق غير فعال؛ وإلى أن تهدأ هذه الرياح، فإن معظم حمولات المياه تنتشر فقط بواسطة الريح فوق مساحة كبيرة لدرجة أن الماء يتبخر قبل أن يصل إلى أي حريق كبير على الأرض.
مقارنة بين أفق سيمي فالي من 21 أكتوبر 2007 (يسار ووسط) إلى 22 أكتوبر 2007 (يمين)

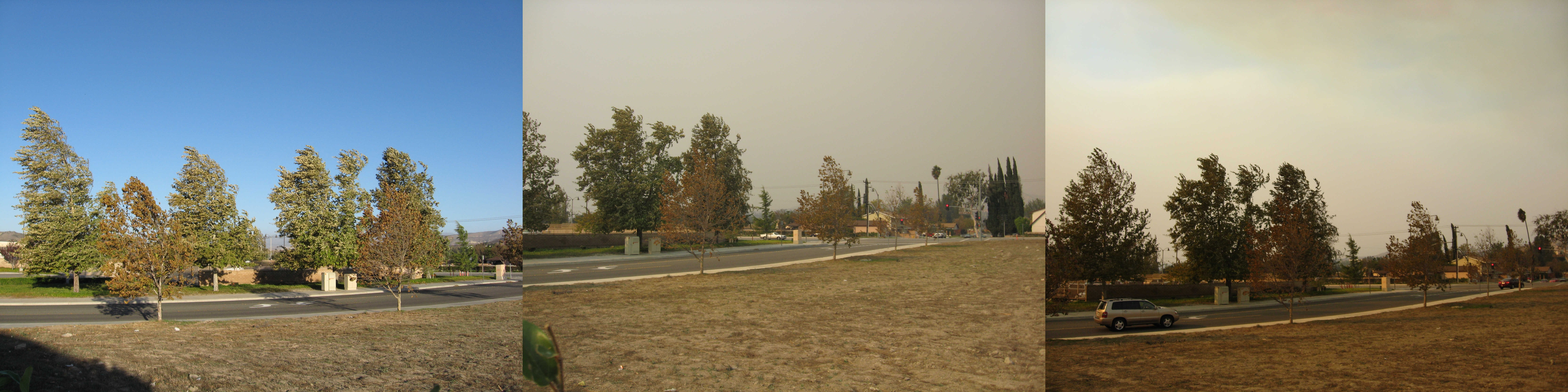

## التأثير
قام حريق هاريس فاير في 21 أكتوبر بتدمير وتعطيل ساوث وست باور لينك، وهو خط كهرباء بقوة 500000 فولت من أريزونا إلى سان دييغو، أُبلغ عن انقطاع التيار الكهربائي في لوس أنجلوس، وأورانج، وسان دييغو، وغيرها من المقاطعات في 22 أكتوبر إلى 333,500 من عملاء جنوب كاليفورنيا إديسون، وأُستعيد معظمها في غضون 24 ساعة. أثر انقطاع التيار الكهربائي أيضًا على مناطق Ojai وOxnard و Simi Valley و Santa Clarita و Thousand Oaks و Agoura Hills و Rialto و Fontana و San Bernardino و Rancho Cucamonga و Mira Loma و Hesperia و Corona و Bloomington و Irvine و Calimesa و Rubidoux تسبب هذا الانقطاع أيضًا في انقطاع التيار الكهربائي عن 230 شخصًا في ماليبو. أعلنت شركة كالفورنيا انديبندينت عن حالة طوارئ لنقل الطاقة في جنوب كاليفورنيا في 23 أكتوبر، بسبب حرائق الغابات التي تؤثر على الخطوط وقد عُطل 500000 و230.000 و138000 فولت في سان دييغو، كما عُطلت بعض الخطوط في مناطق أخرى. فقد 24992 شخصًا التحكم بسبب نقص الطاقة من شبكة الكهرباء. قدمت المكسيك خلال الأزمة الطاقة للمساعدة في زيادة الاحتياجات الكهربائية لمنطقة سان دييغو. قالت السلطات إن عملية الإجلاء، لأكثر من 900000 شخص كانت الأكبر في تاريخ كاليفورنيا وبحلول منتصف صباح يوم 22 أكتوبر 2007، لجأ الآلاف من الذين أجلوا إلى ملعب كوالكوم وغيرها من المواقع في جميع أنحاء سان دييغو.  قام المشاة بعد ظهر يوم 22 أكتوبر 2007 بإجلاء بعض الطائرات من قاعدة مشاة البحرية الجوية في ميرامار إلى قواعد عسكرية أخرى في كاليفورنيا وأريزونا ونقلت القوات البحرية جميع الأفراد غير الأساسيين من ثكنات قاعدة سان دييجو البحرية إلى السفن القريبة لاستيعاب اللاجئين ونقلت حديقة الحيوانات البرية في سان دييغو بعض الحيوانات إلى مستشفى الحيوانات في الموقع لحمايتها. كان حريق ذا هنرو قد دمر 6000 فدان (24 كم 2) في كامب بندلتون بحلول الساعة 4:00 صباحًا بتوقيت المحيط الهادئ في 24 أكتوبر 2007 وتسبب في إغلاق الطريق السريع 5 وتسبب أيضًا في توقف شركة امتراك عن خدمة Surfliner بين Oceanside وSan Clemente وحُولت حركة المرور إلى الطريق السريع 15 والذي أغُلق في وقت سابق.  تعرض العمال المهاجرون غير القانونيين للخطر بسبب الأزمة، حيث ظلوا في بعض الأحيان يعملون في الحقول في مناطق الإخلاء الإلزامية وعاش الكثيرون في الأخاديد القريبة ومنهم المسؤولين غير الموثوق بهم. قُبض على البعض عند فرارهم من الحرائق، بينما تم إبعاد البعض الآخر عن الملاجئ بسبب عدم وجود هوية كافية. أعرب بعض رجال الإطفاء المكسيكيون عن قلقهم بشأن مواطنيهم، بينما شعر آخرون أن العمال المهاجرين كانوا على دراية بالمخاطر التي يتعرضون لها.
وثُق حالات قليلة جدًا من النهب وقُبض على ستة أشخاص لسرقة إمدادات من ملعب كوالكوم، واعتُقل شخص آخر بتهمة السرقة بعد العثور عليه بحوزته بضائع مسروقة في منطقة النار في جامول، واعتُقل اثنان بالقرب من معبر تيكيت الحدودي.
جودة الهواء وآثاره على الصحة
وصل تركيز المادة الجزيئية 10 ميكرومتر وأصغر (المعين PM10) إلى مستويات غير صحية نتيجة للحرائق حيث أن جزيئات PM10 صغيرة بما يكفي للدخول في عمق الرئتين، وربما مجرى الدم. وحث مايكل أغيري محامي مدينة سان دييغو على أنه يجب على السكان بالتفكير في إخلاء طوعي للمدينة بأكملها، مستشهداً بالمخاوف بشأن الظروف الجوية ونوعية الهواء.
الدخان يملأ الأفق في مقاطعة شرق سان دييغو، 22 أكتوبر 2007.

## الاستجابة
عملت الوكالات الحكومية والمتطوعون معًا لتخفيف آثار الحرائق. وفقًا لصفحة الويب الموحدة للاستجابة لولاية كاليفورنيا، «هناك 17 حريقًا نشطًا في جنوب كاليفورنيا. أولوية مكافحة الحرائق اعتبارًا من الساعة 19:30 يوم 21 أكتوبر تبدأ من Buckweed و Witch و Harris و Canyon و Ranch و Santiago و Sedgewic».  كانت قاعدة الاحتياط الجوي في  مارس في منطقة التدريج الرئيسية لإمدادات الإغاثة التي تنسقها الوكالة الفيدرالية لإدارة الطوارئ. استغل بعض الناس أوقاتهم لمساعدة الآخرين خصوصاً مع إغلاق العديد من الشركات والمدارس. تجمع ما يقدر بنحو 10000 شخص أجلوا في استاد كوالكوم وهو أكبر نقطة مأوى في سان دييغو. قدم المتطوعون الألعاب للأطفال، والتدليك، وأداء موسيقى الروك آن رول الحية إلى جانب الطعام والبطانيات والمياه. تلقت فرق CERTفي مدن مختلفة أول تنشيط لها منذ بدء البرنامج في هذه المنطقة. قدم متطوعون مدربون المساعدة التي تحتوي على تنسيق الإغاثة، إلى العمل كمساعد لقسم الإطفاء. قدمت الجماعات الدينية مثل وزارات الإغاثة للضحايا، وإعطاء الأمل للأطفال، و Hope Force International، و Apostolic relief، فتحت أماكن للعبادة، وتبرعت بالإمدادات، وأطعمت العمال الذين أجلوا.
ساهمت وزارة الدفاع في اثني عشر محركًا لجهود مكافحة الحرائق واستدعى الحرس الوطني أكثر من 2400 جندي، مع 17000 أخر إذا لزم الأمر؛ منها 100 من أفراد الحرس الوطني في كاليفورنيا قدموا المساعدة الطبية. عُين ستة أطقم من سرب مروحية Sea Combat 85 التابعة للبحرية في الجزيرة الشمالية في الجزيرة الشمالية لمحاربة حريق ويتش كري حلقت طائرات هليكوبتر من طراز MH-60 من طراز Seahawk مزودة بدلو من الماء سعته 420 جالون، وكانت لفرق البحرية المحلية الوحيدة التي دُربت على مكافحة الحرائق من الجو. ساهمت ميرامار فيلق مشاة البحرية الجوية بالعديد من الطائرات بالإضافة إلى شاحنات الإطفاء في عمليات مقرها في رامونا. أرسلت واحدة من أكبر ناقلات الطائرات، مارتن مارس، من خلال توقيع عقد خاص بالهبوط في منزلها في بورت ألبيرني، كولومبيا البريطانية في 25 أكتوبر، على بحيرة إلزينور في مقاطعة ريفرسايد، كاليفورنيا. لديها قدرة 7000 غالون. عمل اثنان آخران من حاملات الطائرات وطواقمها من كيبيك على الحرائق، كجزء من عقد سنوي لمدة ثلاثة أشهر مع ولاية كاليفورنيا. أعلن حاكم كاليفورنيا أرنولد شوارزنيجر حالة الطوارئ في سبع مقاطعات في كاليفورنيا حيث اشتعلت فيها النيران. وافق الرئيس جورج دبليو بوش وزار المنطقة يوم الخميس، 25 أكتوبر 2007. وانتقد النائب دنكان هنتر مسؤولي مكافحة الحرائق في الولاية لتأخيرهم في استخدام طائرات الهليكوبتر البحرية حتى يتمكن مراقبو CalFire من تنسيق جهودهم. ومع ذلك، قال المارشال في كاليفورنيا كيت دارجان أن مشاة البحرية والمسؤولين في CalFire كانوا يتبعون الإجراءات الموضوعة مع الجيش بعد مشاكل خطيرة في التنسيق الجوي خلال حرائق الغابات في كاليفورنيا عام 2003. كما أشاد مسؤولو الولاية الآخرون بالرد الفيدرالي. قال آرون ماكلير، المتحدث باسم شوارزنيجر، إن الحاكم "يحصل على كل ما يحتاجه من الحكومة الفيدرالية". ذكرت NBC Nightly News أنه مع عمليات الإجلاء التي وصلت إلى حوالي 950,000 شخص، كانت هذه أكبر حركة للأمريكيين منذ فترة الحرب الأهلية، على الرغم من أن أرقام إخلاء مماثلة تم ذكرها للإعصار ريتا وإعصار كاترينا. أبلغت ولاية كاليفورنيا في 6 نوفمبر 2007 أن الحرائق كانت تحت السيطرة. وفي التاسع من نوفمبر، تم احتواء أخيرًا آخر حرائق الغابات. وفقًا للتقرير الموحد للولاية حول الحرائق، دعا الحاكم أرنولد شوارزنيجر "فرقة الشريط الأزرق لتقييم الخطوات التالية التي يجب اتخاذها على مستوى الحكومة الفيدرالية والمحلية لمنع ومكافحة الحرائق المستقبلية. بالإضافة إلى ذلك، طلب الحاكم من فرقة العمل مراجعة توصيات حاكم حريق الشريط الأزرق ، التي تم إنشاؤها بعد حرائق عام 2003، لتقييم ما إذا كانت التوصيات لا تزال أفضل الطرق وأكثرها فعالية في منع ومكافحة الحرائق.